# پرچم یمن
پرچم دولتی یمن (به عربی: علم الیمن، آوانگاری: Alam al-Yaman) در ۲۲ مه ۱۹۹۰، روزی که یمن شمالی و یمن جنوبی متحد شدند، به تصویب رسید. پرچم یمن پرچم آزادی عرب در سال ۱۹۵۲ است که پس از انقلاب مصر در سال ۱۹۵۲ معرفی شد که در آن ملی‌گرایی عربی موضوع غالب بود. پرچم آزادی عرب در سال ۱۹۵۲ به‌عنوان الهام‌بخش پرچم‌های یمن شمالی و جنوبی پیش از اتحاد، و همچنین برای پرچم‌های کنونی مصر، عراق، سودان، فلسطین و سوریه بود.
بر اساس توضیحات رسمی، رنگ قرمز نشان‌دهندهٔ وحدت و ریختن خون شهدا، رنگ سفید برای آینده‌ای روشن و رنگ سیاه نشان‌دهندهٔ گذشته تاریک فرضی است. این پرچم از نظر گرافیکی با پرچم جمهوری عربی لیبی از سال ۱۹۶۹ تا ۱۹۷۲ یکسان است.

## نگارخانه